# Lijst van rijksmonumenten in Bodegraven-Reeuwijk
De gemeente Bodegraven-Reeuwijk telt 54 inschrijvingen in het rijksmonumentenregister. Hieronder een overzicht.

## Bodegraven
De plaats Bodegraven telt 21 inschrijvingen in het rijksmonumentenregister. Zie Lijst van rijksmonumenten in Bodegraven voor een overzicht.

## Driebruggen
De plaats Driebruggen telt 5 inschrijvingen in het rijksmonumentenregister.
| Object                                                           | Oorspronkelijke functie? | Bouwjaar | Architect | Locatie         | Coördinaten?                 | Nr.?  | Afbeelding                                              |
| ---------------------------------------------------------------- | ------------------------ | -------- | --------- | --------------- | ---------------------------- | ----- | ------------------------------------------------------- |
| Boerderij met woonhuis en stal onder een met riet gedekt wolfdak | Boerderij                | 18e eeuw |           | Hoogeind 34     | 52° 2' 2" NB, 4° 47' 54" OL  | 14116 | Meer afbeeldingen                                       |
| Boerderij met woonhuis en stal onder een rieten wolfdak          | Boerderij                | 17e eeuw |           | Laageind 11     | 52° 2' 47" NB, 4° 47' 42" OL | 14117 | Boerderij met woonhuis en stal onder een rieten wolfdak |
| Boerderij met woonhuis en stal onder een rieten wolfdak          | Boerderij                | 18e eeuw |           | Laageind 41     | 52° 3' 19" NB, 4° 47' 36" OL | 14118 | Meer afbeeldingen                                       |
| Eenvoudige boerderij met empire-ramen. Met riet gedekt           | Boerderij                |          |           | De Groendijck 2 | 52° 2' 40" NB, 4° 48' 4" OL  | 14121 | Meer afbeeldingen                                       |
| 't Hooge Huys                                                    | Woonhuis                 | 17e eeuw |           | Zuidkade 2      | 52° 2' 39" NB, 4° 48' 4" OL  | 14122 | Meer afbeeldingen                                       |

## Nieuwerbrug
De plaats Nieuwerbrug telt 6 inschrijvingen in het rijksmonumentenregister.
| Object | Oorspronkelijke functie?  | Bouwjaar              | Architect | Locatie           | Coördinaten?                 | Nr.? | Afbeelding        |
| --- | ------------------------- | --------------------- | --------- | ----------------- | ---------------------------- | ---- | ----------------- |
| Boerderij. Rieten wolfdak; puntgevel met vlechtingen. Deuromlijsting met gesneden consoles in Empire-trant                                                                                             | Boerderij                 | 18e eeuw              |           | Graaf Florisweg 4 | 52° 4' 42" NB, 4° 48' 40" OL | 9763 | Meer afbeeldingen |
| Vaderswens | Boerderij                 | 1791 (gevelsteentje)  |           | Weijland 9        | 52° 5' 11" NB, 4° 47' 29" OL | 9765 | Meer afbeeldingen |
| Boerderij, met vlechtingen in de puntgevel en rieten wolfdak. Vensters met zes- en vierruitsschuiframen                                                                                                | Boerderij                 | tweede kwart 19e eeuw |           | Weijland 20       | 52° 5' 8" NB, 4° 47' 54" OL  | 9766 | Meer afbeeldingen |
| Johanneshoeve | Boerderij                 | 18e eeuw              |           | Weijland 24       | 52° 5' 4" NB, 4° 47' 60" OL  | 9767 | Meer afbeeldingen |
| Boerderij. Woonhuis en stal onder een hoog rieten wolfdak. Puntgevel met vlechtingen en vensters met negen- en twaalfruitsschuiframen. Links opkamer Voormalige boerderij, in 2005 na brand afgebroken | Boerderij                 | einde 18e eeuw        |           | De Bree 24        | 52° 4' 49" NB, 4° 49' 25" OL | 9770 | Meer afbeeldingen |
| Weijpoortsemolen | Industrie- en poldermolen | 1674                  |           | Weijpoort 25      | 52° 4' 47" NB, 4° 47' 41" OL | 9762 | Meer afbeeldingen |
| Boerderij "Knodsenburg" | Boerderij                 | stal (18e eeuw)       |           | Weijland 26       | 52° 5' 2" NB, 4° 48' 8" OL   | 9768 | Meer afbeeldingen |

## Reeuwijk-Brug
De plaats Reeuwijk telt 11 inschrijvingen in het rijksmonumentenregister. Zie Lijst van rijksmonumenten in Reeuwijk (plaats) voor een overzicht.

## Reeuwijk-Dorp
De plaats Reeuwijk-Dorp telt 5 inschrijvingen in het rijksmonumentenregister.
| Object                               | Oorspronkelijke functie?  | Bouwjaar | Architect    | Locatie         | Coördinaten?                 | Nr.?   | Afbeelding                           |
| ------------------------------------ | ------------------------- | -------- | ------------ | --------------- | ---------------------------- | ------ | ------------------------------------ |
| H.H. Petrus en Paulus                | Kerk en kerkonderdeel     | 1889-90  | Evert Margry | Dorpsweg 22     | 52° 3' 19" NB, 4° 41' 33" OL | 511305 | Meer afbeeldingen                    |
| Pastorie van de Petrus en Pauluskerk | Kerkelijke dienstwoning   | 1889     | Evert Margry | Dorpsweg 22     | 52° 3' 19" NB, 4° 41' 33" OL | 511306 | Pastorie van de Petrus en Pauluskerk |
| H.H. Petrus en Paulus                | Klooster, kloosteronderdl | 1913     | J. Heemskerk | Dorpsweg 26     | 52° 3' 19" NB, 4° 41' 33" OL | 511307 | H.H. Petrus en Paulus                |
| Jozefschool                          | Onderwijs en wetenschap   | 1913     | J. Heemskerk | Dorpsweg 28     | 52° 3' 20" NB, 4° 41' 31" OL | 511308 | Jozefschool                          |
| Heilig Hartbeeld                     | Gedenkteken               | 1933     |              | Dorpsweg bij 22 | 52° 3' 19" NB, 4° 41' 34" OL | 511309 | Meer afbeeldingen                    |

## Waarder
De plaats Waarder telt 6 inschrijvingen in het rijksmonumentenregister.
| Object | Oorspronkelijke functie? | Bouwjaar               | Architect | Locatie          | Coördinaten?                 | Nr.?  | Afbeelding |
| --- | ------------------------ | ---------------------- | --------- | ---------------- | ---------------------------- | ----- | --- |
| Nederlands Hervormde Kerk | Kerk en kerkonderdeel    | 1500                   |           | Dorp 17          | 52° 3' 39" NB, 4° 49' 9" OL  | 14132 | Meer afbeeldingen                                                                                                |
| Boerderij. Voorgevel met ingezwenkte zijkanten en houten kroonlijst. Deuromlijsting met pilasters en hoofdgestel                                                                                   | Boerderij                | 1853 (stichtingssteen) |           | De Groendijck 39 | 52° 3' 2" NB, 4° 48' 35" OL  | 14133 | Boerderij. Voorgevel met ingezwenkte zijkanten en houten kroonlijst. Deuromlijsting met pilasters en hoofdgestel |
| Boerderij, onder met riet gedekt wolfdak, dat woonhuis en stal overdekt. Het gepleisterde woongedeelte heeft rechts een opkamer. Drielichtsvenster in de geveltop, begane grondvensters met luiken | Boerderij                | derde kwart 19e eeuw   |           | Westeinde 13     | 52° 3' 14" NB, 4° 49' 5" OL  | 14134 | Meer afbeeldingen                                                                                                |
| Boerderij, onder rieten wolfdak. Voorgevel met vlechtingen en vensters met luiken en 6- en 12-ruitsschuiframen                                                                                     | Boerderij                | begin 19e eeuw         |           | Westeinde 21     | 52° 3' 10" NB, 4° 48' 57" OL | 14135 | Boerderij, onder rieten wolfdak. Voorgevel met vlechtingen en vensters met luiken en 6- en 12-ruitsschuiframen   |
| Hoeve Welgelegen. Boerderij met in de voorgevel jaartalankers | Boerderij                | 1862                   |           | Westeinde 31     | 52° 3' 7" NB, 4° 48' 53" OL  | 14136 | Meer afbeeldingen                                                                                                |
| Boerenhuis onder rieten zadeldak met aan de voorzijde een puntgevel met vlechtingen en rollaag. Vensters met zes- en negenruitsschuiframen                                                         | Boerderij                | eerste helft 19e eeuw  |           | Westeinde 43     | 52° 3' 1" NB, 4° 48' 40" OL  | 14137 | Meer afbeeldingen                                                                                                |

Alblasserdam ·
Albrandswaard ·
Alphen aan den Rijn ·
Barendrecht ·
Bodegraven-Reeuwijk ·
Capelle aan den IJssel ·
Delft ·
Den Haag ·
Dordrecht ·
Goeree-Overflakkee ·
Gorinchem ·
Gouda ·
Hardinxveld-Giessendam ·
Hendrik-Ido-Ambacht ·
Hillegom ·
Hoeksche Waard‎ ·
Kaag en Braassem ·
Katwijk ·
Krimpen aan den IJssel ·
Krimpenerwaard ·
Lansingerland ·
Leiden ·
Leiderdorp ·
Leidschendam-Voorburg ·
Lisse ·
Maassluis ·
Midden-Delfland ·
Molenlanden ·
Nieuwkoop ·
Nissewaard ·
Noordwijk ·
Oegstgeest ·
Papendrecht ·
Pijnacker-Nootdorp ·
Ridderkerk ·
Rijswijk ·
Rotterdam ·
Schiedam ·
Sliedrecht ·
Teylingen ·
Vlaardingen ·
Voorne aan Zee ·
Voorschoten ·
Waddinxveen ·
Wassenaar ·
Westland ·
Zoetermeer ·
Zoeterwoude ·
Zuidplas ·
Zwijndrecht